# Nancray-sur-Rimarde
Nancray-sur-Rimarde är en kommun i departementet Loiret i regionen Centre-Val de Loire strax norr Frankrikes mitt. Kommunen ligger i kantonen Beaune-la-Rolande som tillhör arrondissementet Pithiviers. År 2022 hade Nancray-sur-Rimarde 571 invånare.

## Befolkningsutveckling
Antalet invånare i kommunen Nancray-sur-Rimarde
| Referens: INSEE |